# Christoph Eschenbach
Christoph Eschenbach (Breslavia, 20 febbraio 1940) è un pianista e direttore d'orchestra tedesco.

## Biografia
Christoph Eschenbach studiò pianoforte ad Amburgo con Eliza Hansen ed in giovane età ottiene diversi premi a concorsi pianistici in Germania. Nel 1965, vince il primo premio al Concorso Clara-Haskil a Lucerna e da qui ha inizio la sua carriera di solista. Invitato dai più celebri centri musicali, realizza numerose tournée specialmente con la Cleveland Orchestra e George Szell collaborando anche con Herbert von Karajan.
Nel 1972, inizia la carriera di direttore d'orchestra e nel 1975 fa il suo debutto negli Stati Uniti sul podio della San Francisco Symphony Orchestra. Da quel momento dirige alcune delle orchestre statunitensi più famose come la New York Philharmonic Orchestra, la Los Angeles Philharmonic Orchestra, l'Orchestra di Cleveland, l'Orchestra Sinfonica di Chicago, la San Francisco Symphony Orchestra, l'Orchestra di Filadelfia, la Boston Symphony Orchestra e le orchestre europee (Philharmonia Orchestra, London Philharmonic, Staatskapelle Dresden, Berliner Philharmoniker, Wiener Philharmoniker e l'Orchestre de Paris). Viene inviato regolarmente ai Festival internazionale di Tanglewood, Hollywood Bowl, Ravinia e Schleswig-Holstein.
Dirige le seguenti opere Tannhäuser (opera) nel 1975 e nel 1984 e Così fan tutte nel 1984 al Royal Opera House di Londra ed all'Opera di Houston, Le nozze di Figaro, Don Giovanni, e ancora Così fan tutte, Il cavaliere della rosa, Lohengrin, Parsifal, Salomè ed Elektra. Nel 2000 dirige Parsifal al Festival di Bayreuth, nel 2001 Arabella al Metropolitan Opera di New York, nel 2004, in occasione del cinquantesimo anniversario dell'Opera di Chicago, Don Giovanni, nel 2006 Die Walküre al Metropolitan, nel 2010 Mathis der Maler di Paul Hindemith all'Opéra National de Paris e nel 2012 Parsifal (opera) nel Teatro dell'Opera di Budapest.
Dal 1982 al 1986, Christoph Eschenbach è stato direttore musicale dell'Orchestra della Tonhalle di Zurigo.
Dal 1988 al 1999, direttore musicale dell'Orchestra sinfonica di Houston, facendola assurgere ad una delle migliori orchestre statunitensi. 
Dal settembre 1998 all'agosto 2004, è stato direttore musicale della NDR Sinfonieorchester della Norddeutscher Rundfunk di Amburgo. 
Direttore musicale de l'Orchestre de Paris dal settembre 2000 fino al 2010, ricopre contemporaneamente l'incarico di direttore musicale dell'Orchestra di Filadelfia dal settembre 2003. Il suo successore è Charles Dutoit a partire dalla stagione 2008/2009.
Dal 2010 dirige la National Symphony Orchestra di Washington.
Alle sue registrazioni come pianista si sono aggiunte quelle, non meno numerose, come direttore d'orchestra. Esistono sue registrazioni realizzate con l'Orchestra Sinfonica di Houston, la NDR e con l'Orchestre de Paris (Berlioz, Bruckner, Dusapin, Berio, Ravel, Dalbavie, Ivan Fedele, Roberto Carnevale, Adés…). Nelle ultime quattro stagioni, oltre ai concerti parigini, per i quali ha realizzato un concerto nell'aprile del 2009 co la IV Sinfonia e Rückertlieder di Gustav Mahler alla Salle Pleyel, Christoph Eschenbach ha effettuato con l'Orchestre de Paris, numerose tournée in Germania, Austria, Spagna, Grecia, Cina, Giappone, Romania, “The Proms“ a Londra e negli Stati Uniti.
Christoph Eschenbach è stato insignito dell'onorificenza di Cavaliere della Légion d'honneur nel gennaio 2003 e decorato al merito della Stella della Repubblica Federale Tedesca. Ha ricevuto, inoltre, il premio Leonard-Bernstein al Pacific Music Festival.
A dicembre del 2012 ha diretto il concerto che accompagna la consegna dei premi Nobel a Stoccolma.

## Discografia
- Beethoven, Conc. per pf. n. 1, 4 (CD + DVD) - Lang/Eschenbach/Orch. de Paris, 2007 Deutsche Grammophon
- Beethoven, Piano Sonatas 29-32 - Christoph Eschenbach, 2004 EMI
- Brahms: Complete String Quartets, Quintets & Sextets - Amadeus Quartet/Cecil Aronowitz/Christoph Eschenbach/Karl Leister, 2003 Deutsche Grammophon
- Brahms, Symphonies 1-4 - Christoph Eschenbach/Houston Symphony Orchestra, 1997 Erato/Warner
- Brahms & Strauss: Lieder - Edda Moser/Christoph Eschenbach, 2013 EMI
- Bruckner: Sinfonia n. 6, London Philharmonic Orchestra, 2010 LPO
- Chopin, Préludes - Christoph Eschenbach, 2010 Deutsche Grammophon
- Dvorák: Symphony No. 9 - Tchaikovsky: Francesca Da Rimini - Christoph Eschenbach/Houston Symphony Orchestra, 1991 Erato/Warner
- Dvořák: Carnival Overture & Symphony No. 9 "From the New World" - Los Angeles Philharmonic/Christoph Eschenbach, 2010 Deutsche Grammophon
- Henze: Concerto No. 2, Tristan, 2 Ballet Variations & 3 Tientos - Christoph Eschenbach/Ferenc Fricsay/Siegfried Behrend, 1996 Deutsche Grammophon
- Hindemith: Violinkonzert - Symphonic Metamorphosis - Konzertmusik, Op. 50 - Christoph Eschenbach/North German Radio Symphony Orchestra, 2013 Ondine - Grammy Award for Best Classical Compendium 2014
- Mozart: Piano Sonatas "Alla turca", "Sonata facile", Fantasie & Sonata in C Minor - Christoph Eschenbach, 1993 Deutsche Grammophon
- Mozart, The Music for Piano Duet - Christoph Eschenbach/Justus Frantz, 2000 Deutsche Grammophon
- Mozart: Piano Concertos Nos. 9, 19, 21, 23 & 27 - Christoph Eschenbach/London Philharmonic Orchestra, 2007 EMI
- Rachmaninov, Piano Concertos - Christoph Eschenbach/London Philharmonic Orchestra/Tzimon Barto, 1989 EMI
- Schubert, Die Schöne Müllerin Op. 25 D.795 - Matthias Goerne/Christoph Eschenbach, 2009 harmonia mundi
- Schubert: Schwanengesang, D. 957; Piano Sonata, D. 960 - Matthias Goerne/Christoph Eschenbach, 2012 harmonia mundi
- Schubert: Music for Piano Duet, Vol. 2 - Christoph Eschenbach/Justus Frantz, 2006 EMI
- Schubert: Six Grandes Marches et Trios, D. 819 - Christoph Eschenbach, 1997 EMI
- Schumann, Lieder - Fischer-Dieskau/Eschenbach, 1974 Deutsche Grammophon
- Schumann, Symphonies - Christoph Eschenbach/NDR Sinfonieorchester, 1999 BMG/RCA
- Strauss R., 4 Last Songs - Orchesterlieder - Der Rosenkavalier Suite - Christoph Eschenbach/Houston Symphony Orchestra/Fleming, 1996 BMG/RCA
- Fleming, Strauss Heroines - Barbara Bonney/Christoph Eschenbach/Renée Fleming/Wiener Philharmoniker, 1999 Decca
- Fleming, Schubert: Lieder - Christoph Eschenbach/Renée Fleming, 1997 Decca
- In mir klingt ein Lied: Die schönsten Klavierstücke von Frédéric Chopin - Christoph Eschenbach/Vladimir Ashkenazy, 1988 Deutsche Grammophon

## DVD parziale
- Strauss R: Capriccio (Vienna State Opera, 2013) - Renée Fleming/Bo Skovhus/Angelika Kirchschlager, C Major